# Cá voi mũi chai nhiệt đới
Cá voi mũi chai nhiệt đới, còn gọi là Cá voi mõm khoằm Longman, tên khoa học Indopacetus pacificus, là một loài động vật có vú trong họ Ziphiidae, bộ Cetacea. Loài này được Longman mô tả năm 1926.

## Hình ảnh